# Bernard Sulzberger
Bernard Sulzberger (Beaconsfield, 5 de diciembre de 1983) es un ciclista australiano que fue profesional entre 2006 y 2016.
Es miembro de una familia dedicada al ciclismo, puesto que su hermano Wesley fue también profesional y corrió para el mismo equipo el Drapac Professional Cycling y su hermana Grace es una ciclista amateur que compite ocasionalmente con la selección de Australia. 

## Palmarés
2009
- 1 etapa del Tour de Beauce

2013
- Tour de Taiwán

2014
- 3.º en el Campeonato Oceánico en Ruta

## Equipos
- DFL-Cyclingnews-Litespeed (2006-2007)
- Letua Cycling Team (2008)
- V Australia (2009-2011)
  - Fly V Australia (2009-2010)
  - V Australia (2011)[1]
- Team Raleigh-GAC (2012)
- Drapac (2013-2016)
  - Drapac Cycling (2013)
  - Drapac Professional Cycling (2014-2016)